# غريز أناتومي
غريز أناتومي أو تشريح غراي (بالإنجليزية: Grey's Anatomy)؛ مسلسل درامي طبِّي تلفزيوني أمريكي من إنتاج هيئة الإذاعة الأمريكية، عُرض لأول مرّة على أي بي سي في 27 مارس 2005، بعد توقف نصف الموسم لمسلسل ربات البيوت المستميتات وعرض في 9 حلقات فقط.
يعتبر من المسلسلات الأعلى مشاهدة في الولايات المتحدة عند محطة أي بي سي وقد حاز على العديد من الجوائز.
لقد عرض المسلسل في جميع أنحاء العالم ولاقى نجاح باهر ويعرض الآن الموسم التاسع عشر

## الشخصيات
| الممثل            | الشخصية         | الموسم     | الموسم     | الموسم     | الموسم     | الموسم     | الموسم     | الموسم     | الموسم     | الموسم     | الموسم    | الموسم    | الموسم    | الموسم    | الموسم    | الموسم |
| الممثل            | الشخصية         | 1          | 2          | 3          | 4          | 5          | 6          | 7          | 8          | 9          | 10        | 11        | 12        | 13        | 14        |        |
| ----------------- | --------------- | ---------- | ---------- | ---------- | ---------- | ---------- | ---------- | ---------- | ---------- | ---------- | --------- | --------- | --------- | --------- | --------- | ------ |
| إلين بومبيو       | ميريديث غراي    | دور رئيسي  | دور رئيسي  | دور رئيسي  | دور رئيسي  | دور رئيسي  | دور رئيسي  | دور رئيسي  | دور رئيسي  | دور رئيسي  | دور رئيسي | دور رئيسي | دور رئيسي | دور رئيسي | دور رئيسي |        |
| ساندرا أوه        | كريستينا يانغ   | دور رئيسي  | دور رئيسي  | دور رئيسي  | دور رئيسي  | دور رئيسي  | دور رئيسي  | دور رئيسي  | دور رئيسي  | دور رئيسي  | دور رئيسي |           |           |           |           |        |
| كاثرين هيغل       | ايزي ستيفنز     | دور رئيسي1 | دور رئيسي1 | دور رئيسي1 | دور رئيسي1 | دور رئيسي1 | دور رئيسي1 |            |            |            |           |           |           |           |           |        |
| جستين تشامبرس     | اليكس كاريف     | دور رئيسي  | دور رئيسي  | دور رئيسي  | دور رئيسي  | دور رئيسي  | دور رئيسي  | دور رئيسي  | دور رئيسي  | دور رئيسي  | دور رئيسي | دور رئيسي | دور رئيسي | دور رئيسي | دور رئيسي |        |
| تي آر نايت        | جورج اومالي     | دور رئيسي  | دور رئيسي  | دور رئيسي  | دور رئيسي  | دور رئيسي  |            |            |            |            |           |           |           |           |           |        |
| شاندرا ويلسن      | ميراندا بايلي   | دور رئيسي  | دور رئيسي  | دور رئيسي  | دور رئيسي  | دور رئيسي  | دور رئيسي  | دور رئيسي  | دور رئيسي  | دور رئيسي  | دور رئيسي | دور رئيسي | دور رئيسي | دور رئيسي | دور رئيسي |        |
| جيمس بيكينز جونير | ريتشارد ويبر    | دور رئيسي  | دور رئيسي  | دور رئيسي  | دور رئيسي  | دور رئيسي  | دور رئيسي  | دور رئيسي  | دور رئيسي  | دور رئيسي  | دور رئيسي | دور رئيسي | دور رئيسي | دور رئيسي | دور رئيسي |        |
| أيزيا واشنطن      | بريستون بورك    | دور رئيسي  | دور رئيسي  | دور رئيسي  |            |            |            |            |            |            | ضيف       |           |           |           |           |        |
| باتريك ديمبسي     | ديريك شيبرد     | دور رئيسي  | دور رئيسي  | دور رئيسي  | دور رئيسي  | دور رئيسي  | دور رئيسي  | دور رئيسي  | دور رئيسي  | دور رئيسي  | دور رئيسي | دور رئيسي |           |           |           |        |
| كايت والش         | اديسون مونتغمري | ضيف        | دور رئيسي  | دور رئيسي  | ضيف مميز   | ضيف مميز   | ضيف مميز   | ضيف مميز   | ضيف مميز   |            |           |           |           |           |           |        |
| إيريك دين         | مارك سلون       |            | ضيف        | دور رئيسي2 | دور رئيسي2 | دور رئيسي2 | دور رئيسي2 | دور رئيسي2 | دور رئيسي2 | دور رئيسي2 |           |           |           |           |           |        |
| ساره راميريز      | كالي توريز      |            | دور ثانوي  | دور رئيسي  | دور رئيسي  | دور رئيسي  | دور رئيسي  | دور رئيسي  | دور رئيسي  | دور رئيسي  | دور رئيسي | دور رئيسي | دور رئيسي |           |           |        |
| بروك سميث         | ايريكا هان      |            | دور ثانوي  | ضيف        | دور رئيسي3 | دور رئيسي3 |            |            |            |            |           |           |           |           |           |        |
| تشيلر لاي         | لكسي غراي       |            |            | دور ثانوي  | دور رئيسي  | دور رئيسي  | دور رئيسي  | دور رئيسي  | دور رئيسي  |            |           |           |           |           |           |        |
| كيفين ماكيد       | أوين هنت        |            |            |            |            | دور رئيسي  | دور رئيسي  | دور رئيسي  | دور رئيسي  | دور رئيسي  | دور رئيسي | دور رئيسي | دور رئيسي | دور رئيسي | دور رئيسي |        |
| جيسيكا كابشو      | إريزونا روبنز   |            |            |            |            | دور ثانوي  | دور رئيسي  | دور رئيسي  | دور رئيسي  | دور رئيسي  | دور رئيسي | دور رئيسي | دور رئيسي | دور رئيسي | دور رئيسي |        |
| كيم ريفر          | تيدي التمان     |            |            |            |            |            | دور رئيسي4 | دور رئيسي4 | دور رئيسي4 |            |           |           |           |           | دور ثانوي |        |
| سارة درو          | ابريل كيبنر     |            |            |            |            |            | دور ثانوي  | دور رئيسي  | دور رئيسي  | دور رئيسي  | دور رئيسي | دور رئيسي | دور رئيسي | دور رئيسي | دور رئيسي |        |
| جيسي ويليامز      | جاكسون ايفري    |            |            |            |            |            | دور ثانوي  | دور رئيسي  | دور رئيسي  | دور رئيسي  | دور رئيسي | دور رئيسي | دور رئيسي | دور رئيسي | دور رئيسي |        |
| جايسون جورج       | بنجامين وارين   |            |            |            |            |            | دور ثانوي  | ضيف        | دور ثانوي  | دور ثانوي  | دور ثانوي | دور ثانوي | دور رئيسي | دور رئيسي | دور رئيسي |        |
| كاترينا سكورسون   | إميليا شيبرد    |            |            |            |            |            |            | ضيف        | ضيف مميز   |            | دور ثانوي | دور رئيسي | دور رئيسي | دور رئيسي | دور رئيسي |        |
| غايوس تشارلز      | شين روس         |            |            |            |            |            |            |            |            | دور ثانوي  | دور رئيسي |           |           |           |           |        |
| كاميلا لودينجتون  | جو ويلسون       |            |            |            |            |            |            |            |            | دور ثانوي  | دور رئيسي | دور رئيسي | دور رئيسي | دور رئيسي | دور رئيسي |        |
| جيريكا هينتون     | ستيفاني ادواردز |            |            |            |            |            |            |            |            | دور ثانوي  | دور رئيسي | دور رئيسي | دور رئيسي | دور رئيسي |           |        |
| تيسا فيرير        | لياه مورفي      |            |            |            |            |            |            |            |            | دور ثانوي  | دور رئيسي |           |           | دور ثانوي |           |        |
| كيري ماكريري      | ماجي بيرس       |            |            |            |            |            |            |            |            |            | ضيف       | دور رئيسي | دور رئيسي | دور رئيسي | دور رئيسي |        |
| جياكومو جيانيوتي  | أندرو ديلوكا    |            |            |            |            |            |            |            |            |            |           | ضيف       | دور رئيسي | دور رئيسي | دور رئيسي |        |
| مارتن هندرسون     | نايثين ريجس     |            |            |            |            |            |            |            |            |            |           |           | دور رئيسي | دور رئيسي | دور رئيسي |        |

## القصة
تبدأ قصة الطبيبة المستجدة (ميريدث غراي) عندما تقضي الليلة السابقة مع شخص التقته في البار وتفاجئ في اليوم التالي أن ذلك الشخص ما هو إلا الطبيب المشرف عليها وجراح الاعصاب (ديريك شيبرد) فتبدأ علاقة حب عاطفية بين الشخصيتين ونتعرف في هذا الموسم على الاطباء المستجدين الآخرين وهم أصدقاء (ميريدث): (كريستينا يانغ) المتدربة المتزمتة والرزينة التي تطمح لتكون جراحة عظيمة يومًا ما, (ايزي ستيفنز) الطبيبة الرقيقة صاحبة القلب الطيب تحب أصدقاءها كثيرًا, (جورج أومالي) الطبيب الخجول وصاحب التصرفات الحمقاء أحيانًا,(اليكس كاريف) الطبيب المتعجرف ويظهر بمظهر الشرير ولكنه في الحقيقة طيب وحنون. ويلتقي المستجدون بالمشرفة عليهم وهي (ميراندا بايلي) طبيبة عصبية وصاحبة الكلام اللاذع تلقب بـ(النازية) وذلك لقسوتها ولكن في الحقيقة طيبة القلب وتحب متدربيها كثيرًا وهي أعز الأصدقاء إلى المدير وهو(ريتشارد ويبر) أو كبير الجراحين المشرف على عمل المستشفى وأكبر الجراحين (بريستون بيرك) وهو جراح القلب الشهير الذي يعمل في المستشفى بجانب أعز أصدقائه (ديريك شيبرد) جراح الأعصاب وهو في علاقة سرية مع المتدربة (ميريدث غراي) ويلقب بـ(dr. McDreamy) ولقبه المستجدون و(ميرديث) بهذا الاسم. وتمر الأيام والأحداث لنكتشف أن (ديريك شيبرد) متزوج وتحضر زوجته (د. اديسون شيبرد) إلى مستشفى سياتل غريس لتحاول الإصلاح بينها وبين زوجها وأيضاً نرى الشخصيات الجديدة مثل (مارك سلون) طبيب جراحة التجميل الشهير وهو كان من أعز أصدقاء (ديريك) ولكن انتهت صداقتهما بعد أن وجد(ديريك) (مارك) وزوجته (اديسون) معًا في السرير لذلك قرر أن يرحل عن نيويورك إلى سياتل ليعمل في مشفى سياتل غريس حيث وجد (ميريدث) وتظهر شخصية (كالي توريز) وهي جراحة العظام التي تكن حبًا ل(جورج اومالي) وإلى الموسم الرابع حيث تظهر شخصية الطبيبة المستجدة (لكسي غراي) شقيقة (ميريدث) من الأب وظهور شخصية (ايريكا هـان) جراحه القلب الجديدة والتي تتسم بأنها قاسية الطباع والتي تبدأ علاقة عاطفية مع (كالي توريز).نهايةً إلى الموسم الخامس حيث تظهر شخصية (اون هنـت) الطبيب العسكري العائد من العراق وتخرج شخصية (ايريكاهان) من المسلسل.

## الموسم الأول
يبدأ الموسم بلقاء (ميريدث) و(ديريك) وبداية علاقتهما ودخول (ميريدث) إلى مشفى سياتل غريس لتكون متدرية جديدة وتقابل اصدقائها الجدد وتحاول أن تبقي علاقتها ب(ديريك) سراً عن لاخرين ولكن يبدأ الجميع بمعرفة السر وتبدأ الأحداث المشوقة ومن ثم تبدأ علاقة أخرى بين (كريستينا يانغ) والجراح (بريستون بورك) وتكتشف (كريستينا) انها حامل من (بورك) وتعيش (ميريدث) علاقة حب عاطفية مع (ديريك) ولكن تأتي نهاية الموسم الأول صاعقة للجميع حيث تحضر امرأة إلى المشفى لتكتشف (ميريدث) أن تلك المرأة هي زوجة (ديريك) !! وكانت حلقات هذا الموسم في الاصل 14 حلقة ولكن تم عرض أول 9 حلقات والحلقات الخمس الباقية تم جمعها مع حلقات الموسم الثاني.

## الموسم الثاني
يكمل هذا الموسم ما حدث في نهاية الموسم الأول حيث تكتشف (ميريدث) ان (ديريك) متزوج وتصبح زوجته (اديسون) شخصية رئيسية في العمل ويموت الجنين الذي في بطن (كريستينا) ويضطر (ديريك) لأن يختار بين البقاء مع (ميريدث) أو العودة إلى زوجته ولكنه لاحقا يختار ان يعود إلى زوجته وتعيش (ميرديث) حالة صعبة وهي لم تزل متعلقة ب(ديريك) ويظهر في هذا الجزء صديق (ديريك) القديم (مارك سلون) الذي خان (ديريك) وكان على علاقة مع زوجته وأيضاً تبدأ علاقة غرامية بين طبيبة العظام (كالي توريز) و(جورج اومالي) وفي نهاية الموسم نشاهد المريض (ديني دوكيت) الذي تتعلق به (ايزي ستيفنز) وتقرر الزواج منه ولكن تأتي نهاية الموسم مؤسفة حيث يموت (ديني) وتدخل ايزي حالة من الحزن والبكاء وفي النهاية يحاول (ديريك) أن يعود إلى (ميريدث) وتحاول (ميردث)الاختيار من ثلاثية الحب بين الطبيب البيطري الذي تواعده (فين) أو العودة إلى (ديريك).

## الموسم الثالث
في هذا الموسم يتطلق (ديريك) أخيرا من (أديسون) ويعود هو و(ميريدث) إلى علاقتهما السابقة ويعود الدكتور (مارك سلون) إلى المشفى ليعمل فيه كجراح تجميلي ويصبح شخصية رئيسية.وتبدأ علاقة (كريستينا) و(بورك) بالدخول إلى منعطف خطير ولكنها تنتهي بطلب (بورك) الزواج من (كريستينا) وتوافق.وكذلك (جورج) يطلب من (كالي)الزواج وتوافق حيث يذهبان إلى إجازة في لاس فيغاس وعند رجوعهما يعلنان زواجهما للجميع وذلك يتسبب للكل بمفاجأة لأنهما التقيا بسرعة.تعود والدة ميريدث (اليس غراي) إلى المشفى لإجراء عملية جراحية في القلب ولكنها تموت في آخر الحلقات للموسم.وتدخل الأحداث إلى منعطف خطير بعد أن تحدث كارثة في ميناء المدينة ويذهب المتدربون إلى موقع الحادثة ويحاول الجميع المساعدة ولكن عندما كانت (ميريدث) تحاول إنقاذ أحد الاشخاص تقع في الماء وتغرق وتستغرب (كريستينا) من تأخر (ميريدث) ويجد (ديريك)(ميريدث) في وسط البحر ويحاول إنقاذها ولكن دون فائده ويعودون إلى المشفى ويتفاجئ الجميع بما حدث ل(ميريدث) وتدخل (ميريدث) في حالة خطيرة ويدخل الجميع في حالة حزن وتستمر الحلقة إلى 3 أجزاء وبعد الحادث تقرر (أديسون) أن ترحل عن مشفى سياتل غرايس لتتابع حياتها الخاصة (وتدخل شخصيتها إلى مسلسل خاص بها وهو برايفت براكتس).ويستعد الجميع لزواج (كريستينا) و(بورك) ولكن في النهاية تتأخر (كريستينا) في خروجها إلى صالة العرس وذلك بسبب فستان العرس وبعض المشكلات الخارجة عن إرادتها ويذهب (بورك) إلى الغرفة التي بها (كريستينا) ويقرر إلغاء الزفاف لأنه اعتقد أن (كريستينا) ليست مستعدة وعندها تقف (ميريدث) وتقول لجميع الحاضرين أن الزفاف قد ألغي وعندما ترجع (كريستينا) إلى شقة (بورك) التي تعيش بها معه تجد أن (بورك) قد رحل مع كل أغراضه وتركها..وينتهي عندها أحد أهم فصول المسلسل.

## الموسم الرابع
تبدأ السنة الجديدة للمتدربين في سياتل غريس وينجح كل من المتدربين ما عدا (جورج) في اختبار التقييم ويصبح كل منهم طبيبًا مقيمًا ويعود (جورج) ليكون متدربًا وتصبح زوجته (كالي) رئيسة الأطباء المقيمين للمستشفى ولكن مع وجود المدير السابق (ريتشارد ويبر) وتحزن (ميراندا) {المشرفة للأطباء المتدربين} لأنه لم يتم اختيارها وهي أكفأ شخص إلى هذا المنصب.ويرحل (بريستون بورك) عن المشفى.وتنصدم (كريستينا) للخبر وتظهر شخصية جديدة في هذا الموسم وهي شخصية الطبيبة المتدربة (لكسي غراي) والتي تتفاجأ (ميريدث) أنها أختها غير الشقيقة من أبيها وتبدأ الأحداث المشوقة حيث تقع (ايزي ستيفنز) في حب (جورج اومالي) ويقيمان علاقة مما يسبب ذلك صدمه لزوجته (كالي) وتهمل المستشفى والمهمات التي يتطلبها منصبها لذلك تعفى من المنصب الذي أعطاها إياه الدكتور (ويبر) ويعطي المنصب إلى (ميراندا) ويعتذر لها لعدم إعطائها المنصب سابقًا التي أيضًا يتسبب لها العمل بمشاكل زوجية كثيرة مع زوجها وتنضم لاحقًا في الموسم الدكتورة (ايريكا هان) وستكون جراحة القلب الجديدة في سياتل غرايس وتتسم شخصيتها بالقسوة تجاه الآخرين ويحاول الدكتور (مارك سلون) الوسيم التقرب إليها طول المسلسل إلا أنها تستمر في صده وتعمل علاقة عاطفية مع (كالي توريز) ويدخل (ديريك) في سلسلة من الاختبارات السريرية الفاشلة على مرضاه مع (ميريدث) التي تستشير دكتورة نفسانية لأنها لا تستطيع فهم حياتها وتقلباتها وكيف أنها لا تزال تحب (ديريك) وأنها تتضايق من بعد انفصالها الأخير عنه وتستمر هذة الحالات ((الاختبارات السريرية الفاشلة)) ل(ديريك) ولكن في النهاية ينجح على مريضة أخيرة ثم يعود بعلاقته مع (ميريدث)...

## الموسم الخامس
يبدأ الموسم الخامس بمفاجأة الجميع بتدهور ترتيب مستشفى (سياتل غريس) بين المستشفيات الأخرى ويبدأ المدير (د. ريتشارد ويبر) باتخاذ قرارات صارمة لرفع تصنيف المستشفى من حيث تبديل الأطباء وكذلك يدخل طبيب جديد إلى المستشفى وهو (د. اوين هنت) الطبيب العسكري العائد من العراق المعتاد على أساليب الطب العسكرية وتبدأ علاقته مع (كريستينا) وتأتي صديقة (ميرديث) القديمة (سايدي هاريس) إلى المستشفى برتبة متدربة لتنضم إلى طاقم المتدربين وأيضًا ينجح (جورج اومالي) في امتحان الأطباء المقيمين ويصبح مع أصدقائه ويقوم الأطباء المتدربون ومنهم أخت (ميرديث) (لكسي غراي) بإجراء جراحات على أنفسهم لأنهم لا يتلقون التعليم الكافي من الأطباء المقيمين إلى أن تصاب واحدة منهم وهي صديقة (ميرديث) (سايدي) وينكشفون من قبل الدكتورة (بايلي) ويعاقبون على ذلك. وخلال الموسم تستمر علاقة (ايريكا هان) جراحة القلب مع (كالي توريز) جراحة العظام لفترة قصيرة ولكن ترحل (ايريكا) من المستشفى لأن مريضها القديم يحتاج إلى عملية زرع قلب ولكنها لا تجد متبرع وتكتشف أن (ايزي ستيفنز) أخذت منها بالحيلة قلب الرجل المتبرع السابق وأعطته لصالح (ديني دوكيت) ((خطيب ايزي ستيفنز الذي توفى)) حيث أنها فصلت الجهاز المربوط بقلبه لكي يأخذ الأولوية في قائمة الزرع ولهذا ترحل عن المستشفى ويقيم الدكتور (مارك سلون) علاقة مع اخت (ميرديث) (ليكسي) وتنزعج من ذلك (ميرديث) وتظهر دكتورة الأطفال (ايرزونا روبنس) في قسم الأطفال وتساعد الدكتورة (بايلي) في معالجة مريضها الصغير وتبدأ (ايرزونا) بالتعرف إلى (كالي) لتقيم معها علاقة عاطفية بينما تبدأ (ايزي) بصراع مع نفسها برؤية شبح خطيبها (ديني) بعد هذه الحادثة وتستمر إلى أن تكتشف فيما بعد أنه مجرد أوهام سببها سرطان أصيبت به وتبدأ رحلتها الشاقة مع العلاج بمساعدة (ديريك شيبرد) الذي كاد على وشك أن يترك المستشفى بسبب وفاة أحد مريضاته ولكن (ميرديث) تساعده على الخروج من حالته وتعيده إلى المستشفى وترحل عن المستشفى صديقة (ميرديث) (سايدي) بعد أن فشلت كمتدربة ثم يطلب (ديريك) الزواج من (ميرديث) في مصعد المستشفى وبعد أن يعلق صور الحالات المرضية التي جمعتهما معًا وتوافق (ميرديث) وفي نفس الوقت تتدهور علاقة (كريستينا) مع (اوين) لأنه عائد من الحرب ومشوش الفكر ويكاد في إحدى المرات إن يخنقها وهو شبه نائم ولهذا تنفصل مؤقتًا عنه ولكنها ترجع إليه في نهاية الموسم وتقوم (ايزي) بالرغم من إصابتها بمساعدة (ميرديث) بالتحضير لزفافها ولكن تحصل المفاجأة إن (ميرديث) قررت أن تجعل الزواج ل(ايزي) المريضة و(اليكس كاريف) التي عادت علاقتهما ثم يكتشف (ديريك) مكان الورم في رأس (ايزي) ويعمل على استئصاله ثم تقبل (ميرديث) الزواج من (ديريك) بطريقة غير رسمية في الحلقة الأخيرة من الموسم ويظهر (جورج) أنه قد التحق بالجيش الأمريكي في العراق ويحاول أصدقاؤه عند سماع هذا الخبر أن يجدوه ليقنعوه بالعدول عن رأيه ولكنهم لا يجدونه ثم يصل إلى المستشفى مريض مشوه الوجه يعمل الجميع على إنقاذه ولا يعرف من هو إلى أن يمسك هذا المريض يد (ميرديث) ويكتب عليها (007) أي علامة جيمس بوند ((وهو لقب جورج اومالي أطلقه عليه أصدقاؤه)) وتركض (ميرديث) لتخبر الجميع أن المريض المشوه هو (جورج) صديقهم ويأخذونه إلى غرفة العمليات لينقذوا حياته وفي نفس الوقت تنهار (ايزي) بسبب السرطان ويظهر الاثنان مجتمعين في مكان غير العالم كأنهما ميتان ولا يعرف مصيرهما وينتهي الموسم على ذلك

## الموسم السادس
يبدأ الموسم من حيث توقف الموسم الخامس، تنجو (إيزي) من الموت ولكن يموت (جورج) لشدة جراحه، يحاول كل من الأطباء الأربعة (ميرديث، وإيزي، وأليكس، وكريستينا) التأقلم مع وفاة صديقهم العزيز، في نهاية الحلقة الأولى من الموسم نكتشف أن الرئيس (ويبر) قرر أن يجري تغييرًا جذريًّا حيث قرر أن يدمج مستشفى سياتل غريس مع مستشفى ميرسي وست، وبهذا ينضم فريق جديد من الأطباء إلى المستشفى ومنهم: (تشارلز «تشارلي» بيرسي)، (رييد أدامسون)، (جاكسون إيفري) و(إبريل كيبنر), ويدخل الأطباء المقيمون في صراع مهني علي الأفضلية مع الأطباء الجدد لتجنب الطرد وفقد وظائفهم، تأتي المفاجأة حين تكون (إيزي ستيفنز) أول المطرودين وتقرر العودة للعيش في مسقط رأسها. يمر الشيف ويبر بسبب الدمج بمرحلة نفسية سيئة تدفعه الي إدمان الكحول وعندما يكتشف ديريك شيبارد هذا الأمر يذهب إلى مجلس الإدارة ويعطي ويبر فرصه للعلاج ويصبح شيبارد هو المدير الجديد فيواجه تحديات الإدارة مع خبرته الضئيلة، لكن سرعان ماعاد د.ويبر كجراح مشرف وقدم له بعض النصائح، ينتهي الموسم بواحدة من أقوى نهايات المسلسل حيث يدخل المستشفى في حالة إغلاق تام إثر دخول أحد المسلحين إلى المستشفى ويبدأ موجه قتل عنيفة للأطباء والعاملين بالمستشفى والجراحين إثر اعتقاده بأنهم سبب موت زوجته التي كان (ديريك شيبرد) المشرف على حالتها بمساعده (ريتشارد) و(ليكسي). ينجح المسلح (غاري كلارك) في الإطلاق على (ديريك)أمام مرئى (ميرديث) و(كريستينا). في الساعة الأخيرة من الموسم توضع قدرات (كريستينا يانغ) و(ميرديث غراي) الجراحية على المحك عندما تضطران إلى إجراء عملية جراحية لإنقاذ حياة ديريك.
== الموسم السابع == تقرير ملاك.ب غريز أناتومي بدأ الموسم بعد مرور شهرين على الحادثة التي غيرت جميع * الشخصيات. يعود (ريتشارد ويبر) إلى رئاسة المستشفى ويبدأ الأطباء المقيمين (ميرديث، ليكسي, كريستينا، أليكس, جاكسون، وإبريل) محاوله علاج أنفسهم من عوارض اضطراب الكرب التالي للرضح التي حصلت لهم بعد الحادثة بمساعده المستشار النفسي (د.اندرو بيركنز)الذي يحاول مساعدتهم على التأقلم مع ما حصل لهم والعودة إلى حالتهم الطبيعية. تتزوج (كريستينا يانغ) من (أوين هنت) ولكن تستمر في مرحلة متقدمة من عوارض الصدمهة وتقرر أن تستقيل من عملها كجراحة بعدها بفترة يحاول ديريك إقناعها بالعودة وينجح في ذلك،
تتطور العلاقة بين أريزونا وكالي وينتهي الأمر بزواج الطرفين وإنجاب كالي طفلة من مارك سلون الذي بدوره انفصل عن لكسي جراي لتصبح لكسي جراي رفيقة جاكسون ايفري،
وتشتعل المنافسة بين الأطباء المقيمين لاختيار رئيس الاطباء المقيمين، ديريك وميرديث يعملان على بحث الزهايمر وفي هذا الموسم يتزوجان رسميًّا في المحكمة بعد تبنيهم بنت من أفريقيا،
جاكسون ايفري ورئيس الجراحة يعملان على بحث مرض السكري،
اليكس كاريف يعمل على جلب أطفال من أفريقيا ومعالجتهم وكل أطباء المستشفى يعملون مع اليكس على المشروع،
تتطور علاقة أبريل كابنر مع طبيب الأطفال الجديد المتغطرس روبرت ستارك حيث تنتهي العلاقة قبل أن تبدأ،
جراحة القلب تيدي التمان تتزوج مريض في السكري لكي يحصل على التأمين وتنقذ حياته،
علاقة عاطفية تجمع ميرندا بيلي مع ممرض اسمه ايلاي،
زوجة رئيس الجراحين تصاب في مرض الزهايمر وتتلاعب ميريدث في النتائج لإنقاذ حياتها لكن اليكس كاريف يعرف بالأمر ويخبر اوين هانت الذي عينه رئيس الجراحين مسؤولاً عن اختيار رئيس الاطباء المقيمين،
تنفصل ميرديث عن ديريك بسبب إفساد بحث مرض الزهايمر ورئيس الجراحين يخبر ميرديث أنها خسرت عملها في المستشفى، ثم تخرج اليكس من بيتها بسبب تخريب حياتها، ويشتعل الصراع بين اوين هانت وكرستينا بسبب حمل كرستينا وحجزها لموعد لعملية إجهاض
ينتهي الأمر بطرد اوين كرستينا من بيته ثم تلجأ إلى بيت ميرديث للإقامة به، وتيدي التمان تتعلق بزوجها المريض، ومنصب رئاسة الجراحين المقيمين يذهب إلى أبريل كابنر
وهذا الموسم يوجد حلقة غنائية (الحلقة 18) حيث يجتمع كل أبطال المسلسل بتقديم أغاني في داخل الحلقة، الحلقة تحتوي على 9 أغانٍ.

## الموسم الثامن
هذا الموسم يظهر قصة ديريك وميريديث يحاولون إنقاذ زواجهم، بسبب ميريديث تحطيم محاكمة الزهايمر، ومحاولة اعتماد زولا؛
مع ريتشارد أخذ اللوم لميريديث الناتجة معه التنحي، وأوين يأخذ مكانه رئيسًا للجراحة. ويتناول هذا الموسم أيضًا جميع سكان الجراحة في السنة الخامسة الذين يتعاملون مع الدراسة والاستعداد، وأخيرا أخذ مجالسهم، مع الجميع يمر إلا أبريل، الذي أطلق من قبل الدكتور هانت في نهاية الموسم. وتشمل القصص الرئيسية الأخرى صراعات العلاقات لعدة من الأزواج والأزواج السابقين على العرض. في علاقة ليكسي ومارك، والعلاقة مارك المزدهرة مع جوليا يسبب ليكسي لتحقيق كم أنها تفتقد له. في النهائي، كلاهما يعترف حبهم لبعضهم البعض قبل وفاة ليكسي من الإصابات التي لحقت في تحطم الطائرة.
كريستينا وأوين يناضلان مع علاقتهما بعد أن تقرر كريستينا إجراء عملية إجهاض. كالي وأريزونا توفق علاقتهما مع بعضهما البعض وتشارك في الوالدية طفلهما مع مارك. على أليكس أن يتعامل مع تداعيات قراره بإخبار أوين بتلاعب ميريديث بمحاكمة ألزهايمر، مما يؤدي إلى أن يصبح منبوذًا. في نهاية الموسم، ميريديث، كريستينا، ديريك، مارك، ليكسي، وتحطم طائرة أريزونا في طريقها إلى بويز، ايداهو. وتنتهي الحلقة في كليفنجر، مع عالقة الناجين في غابة في حين أن الناس مرة أخرى في المستشفى لا يدركون الوضع. رئيس هانت يجد فقط شيئًا ذهب أوري في الدقائق القليلة الأخيرة

## جوائز المسلسل
| السنة | المهرجان                                | الجائزة                             | الحاصل عليها               |
| 2005  | مهرجان ب.م.إ. للسينما والتلفزيون        | أفضل مقدمة موسيقية                  | كريم كلاسمان               |
| 2006  | مهرجان رابطة النقاد التلفزيونيين        | أفضل مسلسل                          | المسلسل                    |
| 2006  | مهرجان نقابة المؤلفين الأمريكية         | أفضل مسلسل جديد                     | شوندا ريميز وآخرون         |
| 2006  | مهرجان مجتمع التمثيل الأمريكي           | أفضل مسلسل درامي                    | المسلسل                    |
| 2006  | مهرجان إيمي                             | أفضل مجموعة ممثلين في مسلسل درامي   | المسلسل                    |
| 2006  | مهرجان الكرة الذهبية                    | أفضل ممثلة مساندة في مسلسل تلفزيوني | ساندرا أوه                 |
| 2006  | مهرجان الصورة                           | أفضل ممثل في مسلسل درامي            | أيزيا واشنطون              |
| 2006  | مهرجان الصورة                           | أفضل مسلسل درامي                    | المسلسل                    |
| 2006  | مهرجان ساتالايت                         | أفضل مسلسل تلفزيوني                 | المسلسل                    |
| 2006  | مهرجان نقابة الممثلين                   | أفضل ممثلة في مسلسل درامي           | ساندرا أوه                 |
| 2007  | مهرجان نقابة الممثلين                   | أفضل ممثلة في مسلسل درامي           | شاندرا ويلسن               |
| 2007  | مهرجان نقابة الممثلين                   | أفضل مجموعة ممثلين في مسلسل درامي   | المسلسل                    |
| 2007  | مهرجان خيارات المراهقين                 | أفضل مسلسل تلفزيوني درامي           | المسلسل                    |
| 2007  | مهرجان نقابة المنتجين                   | أفضل منتج لعمل درامي                | شوندا ريميز وآخرون         |
| 2007  | مهرجان خيارات قراء مجلة الناس الأمريكية | أفضل مسلسل تلفزيوني درامي           | المسلسل                    |
| 2007  | مهرجان الصورة                           | أفضل ممثل في مسلسل درامي            | أيزيا واشنطون              |
| 2007  | مهرجان الصورة                           | أفضل مسلسل درامي                    | المسلسل                    |
| 2007  | مهرجان الصورة                           | أفضل ممثل مساندة في مسلسل درامي     | شاندرا ويلسن               |
| 2007  | مهرجان الصورة                           | أفضل مؤلف في مسلسل درامي            | شوندا ريميز                |
| 2007  | مهرجان الكرة الذهبية                    | أفضل مسلسل تلفزيوني درامي           | المسلسل                    |
| 2007  | مهرجان إيمي                             | أفضل مجموعة ممثلين في مسلسل درامي   | المسلسل                    |
| 2007  | مهرجان غلاد للإعلام                     | أفضل حلقة منفصلة                    | المسلسل                    |
| 2007  | مهرجان ساتالايت                         | أفضل ممثلة في مسلسل درامي           | إلين بومبيو                |
| 2007  | مهرجان إيمي                             | أفضل ممثلة دور ثاني                 | كاثرين هايجل               |
| 2008  | مهرجان ب.م.إ. للسينما والتلفزيون        | أفضل مقدمة موسيقية                  | كريم كلاسمان               |
| 2008  | مهرجان الصورة                           | أفضل مسلسل درامي                    | المسلسل                    |
| 2008  | مهرجان الصورة                           | أفضل ممثل مساندة في مسلسل درامي     | شاندرا ويلسن               |
| 2008  | مهرجان الصورة                           | أفضل مؤلف في مسلسل درامي            | شوندا ريميز وكريستا فيرنوف |
| 2008  | مهرجان خيارات قراء مجلة الناس الأمريكية | أفضل ممثلة نجمة                     | شاندرا ويلسن               |
| 2008  | مهرجان بريسم                            | أفضل مسلسل درامي                    | المسلسل                    |
| 2008  | مهرجان بريسم                            | أفضل ممثل في مسلسل درامي            | بين فرين                   |
| ----- | --------------------------------------- | ----------------------------------- | -------------------------- |

## روابط خارجية
- غريز أناتومي على موقع IMDb (الإنجليزية)
- غريز أناتومي على موقع ميتاكريتيك (الإنجليزية)
- غريز أناتومي على موقع الموسوعة البريطانية (الإنجليزية)
- غريز أناتومي على موقع روتن توميتوز (الإنجليزية)
- غريز أناتومي على موقع نتفليكس (الإنجليزية)
- غريز أناتومي على موقع أول موفي (الإنجليزية)
- غريز أناتومي على موقع فيلمافينيتي (الإسبانية)
- غريز أناتومي على موقع كينوبويسك (الروسية)
- غريز أناتومي على موقع ألو سيني (الفرنسية)
- غريز أناتومي على موقع قاعدة بيانات الفيلم (الإنجليزية)